# Venas renales
Las venas renales es la vena que drena sangre venosa del riñón, así como del tejido adiposo que lo rodea, de la glándula suprarrenal y de la parte superior del uréter. La vena renal derecha suele tener un corto trayecto hasta vaciar en la vena cava inferior, mientras que la vena renal izquierda, más larga que la derecha, describe un trayecto oblicuo de unos 7 mm, a lo largo de lo cual cruza la cara anterior de la aorta abdominal. Por razón de la asimetría de la vena cava inferior, es frecuente que la vena renal izquierda reciba anastomosis de la vena diafragmática izquierda, la vena suprarrenal izquierda, la vena testicular u ovárica en mujeres y la segunda vena lumbar.